# Hans van der Louw
Hans van der Louw (12 augustus 1958) is een Nederlandse generaal-majoor der infanterie van het Garde Regiment Fuseliers Prinses Irene van de Koninklijke Landmacht en was tot 1 januari 2018 chef van het Militaire Huis van de Koning.

## Biografie
Generaal-majoor Van der Louw was in dienst van Defensie en was onder andere pelotonscommandant bij UNIFIL in Libanon en tussen 2005 en 2009 militair attaché in Washington D.C.. In september 2010 werd hij commandant van de 43 Gemechaniseerde Brigade in Havelte. Op 1 januari 2014 werd hij benoemd tot chef van het Militaire Huis van de Koning. Hiertoe werd hij per die datum bevorderd tot generaal-majoor. Hij volgde in die laatste functie generaal-majoor der cavalerie Henk Morsink op, die toen met leeftijdsontslag ging.
Als chef van het Militaire Huis was generaal-majoor Van der Louw ook adjudant-generaal van de Koning.
Op 22 november 2017 werd bekendgemaakt dat generaal-majoor Van der Louw op 1 januari 2018, als chef van het Militaire Huis van de Koning en adjudant-generaal van de Koning, werd opgevolgd door schout-bij-nacht Ludger Brummelaar; per diezelfde datum ging Van der Louw met leeftijdsontslag bij de landmacht.
In 2018 werd hij benoemd tot voorzitter van de Militaire Ruitersportvereniging "Te Paard!".

## Onderscheidingen
- Erekruis van de Huisorde van Oranje
- Herinneringsmedaille VN-Vredesoperaties
- Herinneringsmedaille Multinationale Vredesoperaties in het voormalige Joegoslavië
- Onderscheidingsteken voor Langdurige Dienst als officier
- Landmachtmedaille
- Kruis voor betoonde marsvaardigheid
- Medaille voor Vredesmissies van de Verenigde Naties (UNIFIL)
- NAVO-medaille (Voormalig Joegoslavië)
- Officer of the Legion of Merit